# Cryptocellus gamboa
Cryptocellus gamboa är en spindeldjursart som beskrevs av Norman I. Platnick och Mohammad U. Shadab 1981. Cryptocellus gamboa ingår i släktet Cryptocellus och familjen Ricinoididae. Inga underarter finns listade i Catalogue of Life.